# Edin Ibrahimovic
Edin Ibrahimovic (ur. 11 lipca 1998 w Brczku) – austriacki siatkarz, reprezentant Austrii, grający na pozycji przyjmującego. 

## Sukcesy klubowe
MEVZA - Liga Środkowoeuropejska:
- 2018[1]

Mistrzostwo Austrii:
- 2018[2]

Superpuchar Szwecji:
- 2023

Mistrzostwo Szwecji:
- 2024[3]